# Louisiana State University
Louisiana State University and Agricultural and Mechanical College (meestal aangeduid als de Louisiana State University, LSU) is een Amerikaanse openbare universiteit gevestigd in Baton Rouge in de deelstaat Louisiana. 
De hoofdcampus is gelegen op een terrein van 2,6 km² aan de oevers van de Mississippi, en bestaat uit meer dan 250 gebouwen gebouwd in de stijl van de Italiaanse renaissancearchitect Andrea Palladio.
LSU is het vlaggenschip van het Louisiana State University System. Het is de grootste instelling voor hoger onderwijs in Louisiana gemeten naar aantal studenten. In 2012 waren aan de universiteit 24.641 undergraduate studenten en 4.908 postgraduate studenten in 14 schools en colleges ingeschreven.
De universiteit staat bekend om haar uitgebreide onderzoeksfaciliteiten, met zo'n 800 actieve onderzoeksprojecten gefinancierd door overheidsinstanties als de National Institutes of Health, de National Science Foundation, de National Endowment for the Humanities en de National Aeronautics and Space Administration.
Verscheidene van de graduate schools van LSU, zoals het EJ Ourso College of Business en het Paul M. Hebert Law Center, hebben nationale erkenning gekregen in hun respectieve vakgebieden. 
De sport teams van LSU worden de LSU Tigers genoemd. 

## Geschiedenis
De universiteit werd opgericht in 1860 in Pineville (Louisiana) onder de naam Louisiana State Seminary of Learning & Military Academy. De huidige hoofdcampus werd ingehuldigd in 1926.

## (Oud-)medewerkers en studenten
- Alex Bregman, honkballer en tweevoudig World Series winnaar
- Shaquille O'Neal, basketballer en viervoudig NBA kampioen
- Claire Lee Chennault, bevelvoerder van de Flying Tigers gedurende de Tweede Wereldoorlog
- Hubert Humphrey, vicepresident onder Lyndon B. Johnson